# Sojka
Sojka – polskie nazwisko, w Polsce nosi je ok. 6 tys. osób.
Osoby noszące to nazwisko:
- Arkadiusz Sojka (ur. 9 czerwca 1980 w Krośnie Odrzańskim, zm. prawd. 15 czerwca 2012 w Karkonoszach koło Przesieki) – polski piłkarz.
- Erich Sojka (ur. 11 września 1922 w Ostrawie, zm. 28 maja 1997 w Benešov) – czeski pisarz i tłumacz literatury polskiej na język czeski.
- Filip Sojka (ur. 7 czerwca 1969 w Szczecinie) – polski muzyk sesyjny, absolwent Wydziału Jazzu i Muzyki Rozrywkowej Akademii Muzycznej w Katowicach.
- Sebastian Sojka (ur. 19 sierpnia 1991) – polski judoka
- Stanisław Sojka, Soyka (ur. 26 kwietnia 1959 w Żorach) – polski wokalista, pianista, instrumentalista i kompozytor jazzowy.
- Walenty Sojka (ur. 13 lutego 1887 w Miejscu Odrzańskim, zm. 11 września 1939 w Krakowie) – śląski farmaceuta, działacz plebiscytowy i zawodowy[2].